# Di che peccato sei?
Di che peccato sei? è un film per la televisione di Canale 5, diretto da Pier Francesco Pingitore e andato in onda il 9 gennaio 2007.
Protagonisti di questo film sono i sette vizi capitali: ad ognuno di loro è dedicato un breve episodio di circa 15 minuti, che ne sottolinea gli aspetti più buffi e più comici. Alla fine del film, il pubblico è stato invitato a votare, tramite il sistema del televoto, quello che riteneva essere il peggiore tra i vizi capitali. I telespettatori votanti hanno scelto l'avarizia.

## Trama
Un monaco trascrive sette vizi capitali per intercessione della voce divina che predice che i peccati permarranno per millenni. Successivamente il monaco introduce ciascun episodio riguardante un determinato vizio, contestualizzato agli anni 2000.

### Superbia
Billy Moroni è una stella della televisione italiana, un uomo di successo che pretende di tutto e di più dallo staff di un programma televisivo, specialmente da Pasotti, l'autore. Mentre si trucca, in televisione Cesara Buonamici annuncia al TG5 che in Italia è in corso un colpo di Stato che coinvolge politici e uomini di spettacolo, compreso Moroni che, quindi, è costretto a nascondersi in una cesta di costumi destinati al lavaggio in tintoria. Lì viene sorpreso e dopo aver raccontato del colpo di Stato, viene portato via dall'ambulanza, creduto un pazzo.

### Invidia
Claudia Marozzi, insoddisfatta del suo corpo, si rivolge ad un chirurgo plastico, mostrando la sua gelosia per i seni di Pamela Anderson, le natiche di Naomi Campbell, le labbra di Angelina Jolie e infine gli zigomi di Jennifer Lopez, cercando quindi di ottenere degli equivalenti sul suo corpo. Successivamente vince il concorso di Miss Frankenstein che premia le ragazze rifatte, ma poi sente il desiderio di rifarsi le orecchie come quelle di Julia Roberts.

### Ira
Nella trasmissione Porta a casa viene trattato il tema della tolleranza insieme ad alcuni ospiti, tra cui il prof. Leonardo De Malté che sottopone agli altri un test in cui dovranno esibirsi e reggere le reazioni del pubblico: il ministro Giulio Pastorelli recita Tanto gentile e tanto onesta pare di Dante Alighieri, il sindacalista tenta di raccontare barzellette che però tutti conoscono già, lo stilista René Visconti canta e l'onorevole Vanessa Orsini si esibisce in uno spogliarello. Il secondo test consiste nello schiaffo secondo il concetto: «Se ti danno uno schiaffo, porgi l'altra guancia», ma alla fine il test sfocia in una rissa che coinvolge anche il pubblico.

### Pigrizia
Giorgio, una persona pigra, si alza tardi per andare al lavoro, con l'aiuto della moglie tedesca Margherita, ma non riesce a svegliarsi del tutto. Arrivato in ufficio, continua ad avere sonno. All'improvviso un ladro irrompe nella sua stanza e lo rapisce, senza condurlo in un posto preciso, facendolo girare nei pressi dell'ufficio in una sorta di parkour, fino ad arrivare in aperta campagna dove è situato un lago nel quale Giorgio è costretto a buttarsi e dove il ladro si rivela come la moglie, che così lo lascia definitivamente.

### Gola
Nel reality show Morti di fame, dieci concorrenti devono resistere per un mese in una casa piena di piatti di prelibatezze, mangiando solamente carote crude e zucchine lesse. Bobo sembra aver resistito fino all'ultima puntata, in cui sfilano sotto i suoi occhi altre prelibatezze, tra cui lasagne e bignè al cioccolato. La penultima concorrente, eliminata, sta per lasciare la casa mentre degusta i piatti messi in bella vista a Bobo, rivelandogli anche dov'è piazzata la telecamera nascosta e come coprire l'obiettivo. In questo modo Bobo prende due bignè e si nasconde, ma viene sorpreso dal nutrizionista e alla fine cede, perdendo così il reality.

### Lussuria
Luca è sposato con Roberta, ma entrambi hanno un amante: quella di Luca si chiama Ginevra, mentre quello di Roberta si chiama Massimo. Ginevra, a sua volta, ha un compagno che però è impegnato con un altro uomo di nome Giò, innamorato di Manuela. Insieme si incontreranno in un hotel e siederanno su un'unica tavola.

### Avarizia
Antonio Bertolacci, dedito al risparmio, scopre che l'olio è finito e si arrabbia per il fatto di spendere soldi. Inoltre fa guardare la televisione alla famiglia attraverso quella dei vicini, sostenendo che avere un televisore proprio costa troppo. Fabrizio, il fidanzato di sua figlia Milena, propone ad Antonio di firmare una polizza assicurativa che lo protegga da ogni tipo di furto presso un'agenzia tedesca. La sua casa è piena di nascondigli in cui si celano lingotti d'oro e ingenti somme di denaro, facendo ammontare l'assicurazione della casa per un valore di 6355000 €. Per ottenere quei soldi, Antonio e Fabrizio pianificano un finto furto: Antonio denuncia il finto ladro alla polizia e contatta immediatamente l'agenzia assicurativa, ma scopre che si tratta solo di una pizzeria italiana di Amburgo, giungendo alla conclusione che Fabrizio abbia rubato davvero tutti i suoi averi, come viene confermato in un telegramma in cui Fabrizio e Milena si sono sposati con il «suo dono».

## Dati d'ascolto
Il film, in cui è presente buona parte del Bagaglino, la storica compagnia teatrale, non è stato lodato dalla critica, anzi è stato criticato per la bassa qualità della sceneggiatura e per le storie in generale.
Ciononostante, il film ha raccolto 4.391.000 spettatori (17,58% del totale), secondo i dati Auditel.